# بيتر كرين
بيتر كرين (بالإنجليزية: Peter Crane)‏ هو أمين متحف وعالم نبات وجيولوجي بريطاني، ولد في 18 يوليو 1954 في Kettering ‏ في المملكة المتحدة.